# Carey Price
Carey Price (* 16. August 1987 in Anahim Lake, British Columbia) ist ein kanadischer Eishockeytorwart. Er stand von 2007 bei den Canadiens de Montréal in der National Hockey League unter Vertrag. Zuvor stand er fünf Saisons für das amerikanische Juniorenteam Tri-City Americans in der Western Hockey League auf dem Eis. Im NHL Entry Draft 2005 wurde er an insgesamt fünfter Position von den Canadiens ausgewählt.
Nach zwei weiteren Saisons mit seiner Juniorenmannschaft, in denen er unter anderem einmal als CHL Goaltender of the Year ausgezeichnet wurde, wurde Price 2007 in den Kader der Hamilton Bulldogs aus der American Hockey League berufen. Er gewann anschließend mit seinem Team den Calder Cup und wurde als wertvollster Spieler der Play-offs mit der Jack A. Butterfield Trophy ausgezeichnet. Von der NHL-Saison 2007/08 bis 2022 stand er im Kader der Canadiens de Montréal und war dort zunächst zeitweise Ersatztorhüter hinter Cristobal Huet und Jaroslav Halák, bevor er 2010 zum Stammtorhüter der Mannschaft aufstieg. In der folgenden Saison stellte er mit 72 absolvierten Spielen einen neuen Mannschaftsrekord auf. Der Durchbruch gelang ihm in Montréal in der Saison 2014/15, als er mit der Hart Memorial Trophy, dem Ted Lindsay Award, der Vezina Trophy sowie der William M. Jennings Trophy ausgezeichnet wurde. Zudem gehörte er seit 2009 sieben Mal zum Kader des NHL All-Star Games. In den Playoffs 2021 erreichte er mit den Canadiens das Stanley-Cup-Finale, unterlag dort allerdings den Tampa Bay Lightning, bevor er im Jahre 2022 mit der Bill Masterton Memorial Trophy geehrt wurde.
Auf internationaler Ebene gewann Price bei der U20-Junioren-Weltmeisterschaft 2007 mit der kanadischen Nationalmannschaft die Goldmedaille und wurde dabei als wertvollster Spieler des Turniers ausgezeichnet. Weitere Goldmedaillen gewann er bei den Olympischen Winterspielen 2014 in Sotschi sowie beim World Cup of Hockey 2016 in Toronto.
Carey Price war seinerzeit der einzige aktive Torhüter in der NHL, der aus einer First Nation abstammt.

## Karriere

### Jugend (bis 2003)
Carey Price wuchs im kleinen Dorf Anahim Lake in der kanadischen Provinz British Columbia auf und begann mit dem Eishockeyspielen zunächst als Verteidiger, bevor er auf die Torhüterposition wechselte. Da es in seinem Wohnort keine Juniorenmannschaft gab, spielte er bereits ab dem Alter von zehn Jahren im 320 Kilometer entfernten Williams Lake. Sein Vater fuhr ihn jede Woche dreimal zum Training und zu Spielen über den British Columbia Highway 20 in die Nachbarstadt. Da diese Autofahrten sehr viel Zeit in Anspruch nahmen, beschloss er nach einiger Zeit, sich eine eigene Piper Cherokee zu kaufen, um seinen Sohn mit dem Flugzeug zum Training zu bringen, sofern es das Wetter zuließ.
Nachdem seine Familie in Williams Lake eine Zweitwohnung gemietet hatte, zog Carey Price während der Secondary School schließlich dauerhaft nach Williams Lake, um die langen Fahrten und Flüge zu vermeiden. Im Jahr 2002 wechselte der Torhüter in die British Columbia Junior Hockey League zu den Quesnel Millionaires und wurde zudem im WHL Bantam Draft, in dem die Teams der Western Hockey League Spieler aus den Midget-Ligen draften können, von den in Kennewick beheimateten Tri-City Americans an insgesamt siebter Position ausgewählt.

### Western Hockey League (2003–2007)
Gegen Ende der Saison 2002/03 erhielt Price bei den Americans seinen ersten Kurzeinsatz, als er bei der 0:6-Niederlage gegen die Brandon Wheat Kings für das letzte Drittel eingewechselt wurde.
In der folgenden Spielzeit wechselte Price endgültig zu Tri-City und kam dort als Ersatz-Torhüter hinter dem drei Jahre älteren Tyler Weiman in 28 Spielen zum Einsatz. Dabei verzeichnete er eine Fangquote von 91,5 %. In den Play-offs stieg Price zum Stammtorhüter der Mannschaft auf und führte die Americans zum 4:1-Sieg in der Best-of-Seven-Serie gegen die Portland Winterhawks, bevor sie in der zweiten Runde am Titelverteidiger und Gewinner der regulären Saison, den Kelowna Rockets, scheiterten. In der Saison 2004/05 wurde Carey Price zum Stammtorhüter in Tri-City und entwickelte sich im Laufe der Spielzeit zu einem der besten Torhüter der Liga. Am Ende der regulären Saison gehörte er zu den am häufigsten eingesetzten Torhütern und stellte mit einer Fangquote von 92 Prozent und acht Shutouts persönliche Bestwerte auf. Zudem übertraf nur Devan Dubnyk seinen Wert von 1665 gehaltenen Torschüssen. Mit dem vierten Platz in der U.S. Division gelang Price’ Team knapp der erneute Einzug in die Play-offs, wo sie in der ersten Runde in fünf Spielen gegen die Seattle Thunderbirds ausschieden.
Vor dem NHL Entry Draft 2005, bei dem sich die 30 Mannschaften der National Hockey League die Rechte an Juniorenspielern sicherten, wurde Carey Price im Abschlussranking der Scouts als bester nordamerikanischer Torhüter gelistet. Da die NHL-Saison aufgrund eines mehrmonatigen Streiks, dem sogenannten Lockout, komplett ausgefallen war, konnte die Draftreihenfolge nicht wie im Normalfall durch die Platzierung der Mannschaften in der regulären Saison ermittelt werden. Stattdessen entschied das Ergebnis eines Losverfahrens, welches Team an welcher Stelle auswählen durfte. Die Canadiens de Montréal erhielten dadurch seit 1984 eines der fünf höchsten Wahlrechte. Sie wählten in der ersten Runde an fünfter Stelle Carey Price aus, womit er der erste Torhüter war, der in diesem Draft gezogen wurde. Am 9. September 2005 spielte er bei einem Rookie-Turnier erstmals im Trikot der Canadiens, als das Team 2:3 gegen die Auswahl der Toronto Maple Leafs verlor. Anschließend kehrte er wieder in die Western Hockey League zurück.
In der folgenden Saison 2005/06 konnte Price in der regulären Spielzeit nicht ganz an seine Erfolge der Vorsaison anknüpfen, qualifizierte sich mit den Tri-City Americans aber dennoch für die Play-offs. Gegen die Everett Silvertips schied die Mannschaft erneut in der ersten Runde aus. Price wurde anschließend zum Trainingscamp nach Montreal eingeladen, erhielt aber erneut keinen Vertrag bei den Canadiens. Somit kehrte er ein zweites Mal zu Tri-City zurück. In der WHL-Saison 2006/07 wurde Price in insgesamt 46 Saisonspielen eingesetzt und verzeichnete dabei 30 Siege, knapp eineinhalb Mal so viele wie in der Vorsaison. Mit einer Fangquote von 91,7 % lag er zudem ligaweit auf dem dritten Rang. Die Americans schlossen die Saison mit einem neuen Franchiserekord von 96 Punkten in der regulären Saison auf dem zweiten Platz in der U.S. Division ab. Nach Ende der Saison wurde Carey Price für seine Leistungen mit der Del Wilson Trophy ausgezeichnet, die jedes Jahr an den besten Torhüter des Grunddurchgangs vergeben wird. Bei der Wahl zum Goaltender of the Year der Dachorganisation Canadian Hockey League setzte er sich gegen die besten Torhüter aus den anderen beiden kanadischen Juniorenligen, Steve Mason aus der Ontario Hockey League und Ondřej Pavelec aus der Ligue de hockey junior majeur du Québec, durch. Zudem wurde er in die All-Star Teams der Western Conference und der CHL gewählt. Allerdings konnte die Mannschaft in den Play-offs nicht an die Leistungen aus der regulären Saison anknüpfen und scheiterte, wie schon zwei Jahre zuvor, in der ersten Runde an den Seattle Thunderbirds.

### Calder-Cup-Gewinn in Hamilton (2007)
Nach dem frühen Ausscheiden seiner Junioren-Mannschaft aus den Play-offs unterzeichnete Price am 10. April 2007 einen Einstiegsvertrag über drei Jahre mit den Canadiens de Montréal. Er wurde daraufhin direkt zu den Hamilton Bulldogs, dem Farmteam der Canadiens in der American Hockey League (AHL), geschickt. Dort bestritt er im vorletzten Spiel der regulären Saison beim 3:1-Sieg gegen die Grand Rapids Griffins seinen ersten Einsatz und wurde zum First Star des Spiels gewählt.

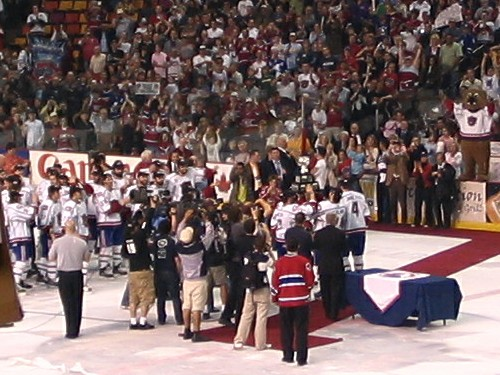
Den Hamilton Bulldogs wird der Calder Cup überreicht

In den Play-offs gelang es Price sofort, den Posten des Stammtorhüters von Yann Danis zu übernehmen. In der ersten Runde konnte er beim Auftaktspiel in der Serie gegen die Rochester Americans beim 2:0-Sieg seines Teams mit 34 gehaltenen Schüssen seinen ersten Shutout verzeichnen. Die Bulldogs gewannen die Serie mit Torhüter Price schließlich nach sechs Spielen.
Daraufhin gelang der Mannschaft durch weitere Siege in den Serien gegen die Manitoba Moose und die Chicago Wolves der Einzug in die Finalserie. Dort traf sie auf die Hershey Bears, die bereits die reguläre Saison als punktbeste Mannschaft abgeschlossen hatten und auf dem Weg ins Finale nur zwei Spiele verloren hatten. Im ersten Spiel der Finalserie zeigte Price aber sein bisher bestes Spiel im Trikot der Bulldogs und führte sein Team mit 46 parierten Schüsse zu einem 4:0-Sieg. Die Mannschaft siegte in der Finalserie schließlich nach fünf Spielen und gewann somit den ersten Calder Cup der Teamgeschichte. Carey Price, der in den Play-offs 15 Siege und eine Fangquote von 93,6 % verzeichnen konnte, erhielt nach dem letzten Spiel die Jack A. Butterfield Trophy als wertvollster Spieler (MVP) der Playoffs. Mit einem Alter von 19 Jahren und neun Monaten war er damit der jüngste Spieler, der jemals mit der Trophäe ausgezeichnet wurde.

### Anfänge in der NHL und erste Play-off-Einsätze (2007–2010)
Vor Beginn der Saison 2006/07 nahm Price zum dritten Mal am Trainingscamp der Canadiens teil und konnte sich dort im Kampf um einen Platz im NHL-Kader von Montreal gegen Jaroslav Halák durchsetzen. Er wurde somit als Ersatztorhüter hinter Cristobal Huet eingesetzt. Sein Debüt in der National Hockey League gab der Rookie-Torhüter am 10. Oktober 2007 gegen die Pittsburgh Penguins, als er beim 3:2 der Canadiens auch seinen ersten Sieg verzeichnen konnte. Im Januar 2008 wurde er nach drei schwachen Partien in Folge noch einmal in die AHL geschickt, kehrte aber bereits nach zehn Spielen wieder in den Kader der Canadiens zurück. Seinen ersten Assist erzielte Price am 9. Februar 2008 bei einer 1:6-Niederlage gegen die Ottawa Senators, als er das Tor von Andrej Kaszizyn vorbereitete. Zwei Spiele später gelang dem Torhüter mit 34 parierten Schüssen gegen die Philadelphia Flyers schließlich auch das erste Shutout seiner NHL-Karriere.
Kurz vor der Trade Deadline gaben die Canadiens Cristobal Huet an die Washington Capitals ab, sodass Price dessen Posten als Stammtorhüter einnahm. Nach dem Wechsel Huets gelangen Price in 15 Einsätzen bis zum Ende der regulären Saison insgesamt zwölf Siege, darunter eine Serie von sieben gewonnenen Spielen am Ende der Saison. Damit verhalf er den Canadiens, sich erstmals seit 1989 am Ende der Saison an die Spitze ihrer Conference zu setzen. Für seine Leistungen wurde er daraufhin als NHL-Rookie des Monats März ausgezeichnet und als bester Torhüter auch in das NHL All-Rookie Team gewählt. In den Play-offs war Price als Stammtorhüter gesetzt und konnte in der Serie gegen den Erzrivalen Boston Bruins den Canadiens mit zwei Shutouts zu einem knappen 4:3-Sieg verhelfen, obwohl er im fünften und sechsten Spiel insgesamt zehn Tore kassierte. Daraufhin traf die Mannschaft auf die Philadelphia Flyers. In der Serie konnte Price allerdings nicht an die Leistungen der bisherigen Saison anknüpfen und wurde so im dritten Spiel für Jaroslav Halák ausgewechselt. Schließlich schieden die Canadiens nach fünf Spielen aus.

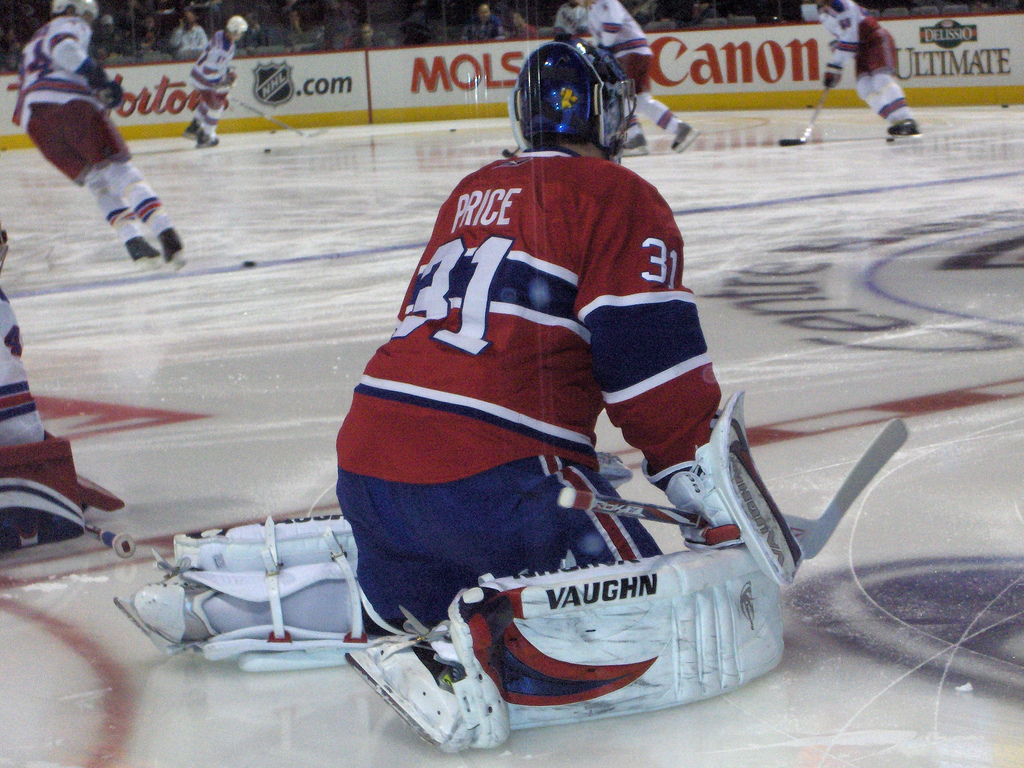
Price beim Aufwärmen (2009)

In die Saison 2008/09 startete Price mit sechs Siegen aus den ersten neun Spielen und erhielt die Auszeichnung zum mannschaftsinternen Spieler des Monats November. Allerdings musste er aufgrund einer Grippeerkrankung und einer Verletzung im Training im Dezember 2008 für vier Spiele pausieren. Nach einem kurzen Comeback erlitt der Torhüter Ende des Monats eine weitere Verletzung an der Leiste und fiel für acht Spiele aus. Währenddessen wurde Price in einem Fan-Voting in die Startaufstellung des NHL All-Star Game gewählt, für das die Canadiens in diesem Jahr als Gastgeber ausgewählt worden waren. Mit über 1,5 Millionen Stimmen per Telefon und auf der Internetseite der NHL schnitten in der Abstimmung nur die Stürmer Sidney Crosby und Jewgeni Malkin von den Pittsburgh Penguins besser ab. Price stand damit nach überstandener Verletzung im Team der Eastern Conference, das mit 12:11 nach Shootout gewann. Außerdem wurde er für den verletzten Erik Ersberg in das YoungStars Game nachnominiert, wo er mit seiner Mannschaft 5:9 unterlag. Nach dem All-Star Game gelang es Price allerdings nicht an seine vorherigen Leistungen anzuknüpfen und er gewann lediglich sieben von 23 Spielen. Auf dem achten Platz ihrer Conference trafen die „Habs“ mit Price im Tor in der ersten Runde erneut auf die Boston Bruins, wo sie gesweept wurden, also ausschieden, ohne ein Spiel zu gewinnen. Dennoch wurde der Torhüter nach Abschluss der Saison mit dem Molson Cup der Canadiens ausgezeichnet.
In der Saison 2009/10 teilte sich Price die Einsatzzeit mit seinem bisherigen Ersatztorhüter Halák. Price konnte seine Leistungen aus der vergangenen Saison nicht steigern und startete die Saison mit nur zwei Siegen in seinen ersten acht Spielen. Dabei gelang ihm im Oktober 2009 einen Monat lang kein Sieg, bevor er die Negativserie mit einem 2:1 gegen die Boston Bruins beendete. Die Canadiens konnten sich am Ende der Saison mit 88 Punkten auf dem vierten Platz der Northeast Division knapp für die Play-offs qualifizieren. Sie entschieden sich für Halák als Stammtorhüter, sodass Price in der Erstrunden-Serie gegen den Gewinner der Presidents’ Trophy, die Washington Capitals, nur in einer Partie in der Startaufstellung stand. Dabei konnte er allerdings nicht überzeugen. Mit Halák im Tor entschieden die Canadiens schließlich die Serie im siebten Spiel für sich und zogen durch einen Sieg gegen die Pittsburgh Penguins ins Finale der Eastern Conference ein. Obwohl die Mannschaft dort in fünf Spielen den Philadelphia Flyers unterlag, wurde Halák in Montreal als Play-off-Held gefeiert und mit Patrick Roy verglichen. Price war dagegen nur in vier Spielen zum Einsatz gekommen, von denen die Canadiens kein einziges gewannen.

### Halák-Transfer und Aufstieg zum Stammtorhüter (seit 2010)
In der Off-Season liefen sowohl die Verträge von Halák als auch von Price aus und beide wurden zu Restricted Free Agents. Daher wurde nach Ende der Play-offs spekuliert, ob Price an eine andere Mannschaft abgegeben würde. Stattdessen tauschte der General Manager der Canadiens, Pierre Gauthier, im Juni 2010 überraschend Halák gegen zwei junge Talente der St. Louis Blues ein. Dieser Transfer war unter den Fans der Canadiens sehr umstritten und sorgte bis ins kanadische Unterhaus für Aufsehen. So hielten beispielsweise in einer Online-Umfrage des Sportsenders The Sports Network drei Viertel der Leser das Tauschgeschäft für falsch. Price unterzeichnete einen neuen Zwei-Jahres-Vertrag über 5,5 Millionen US-Dollar mit den Canadiens und wurde zum Stammtorhüter der Mannschaft. Als sein Ersatz wurde Alex Auld für ein Jahr verpflichtet.

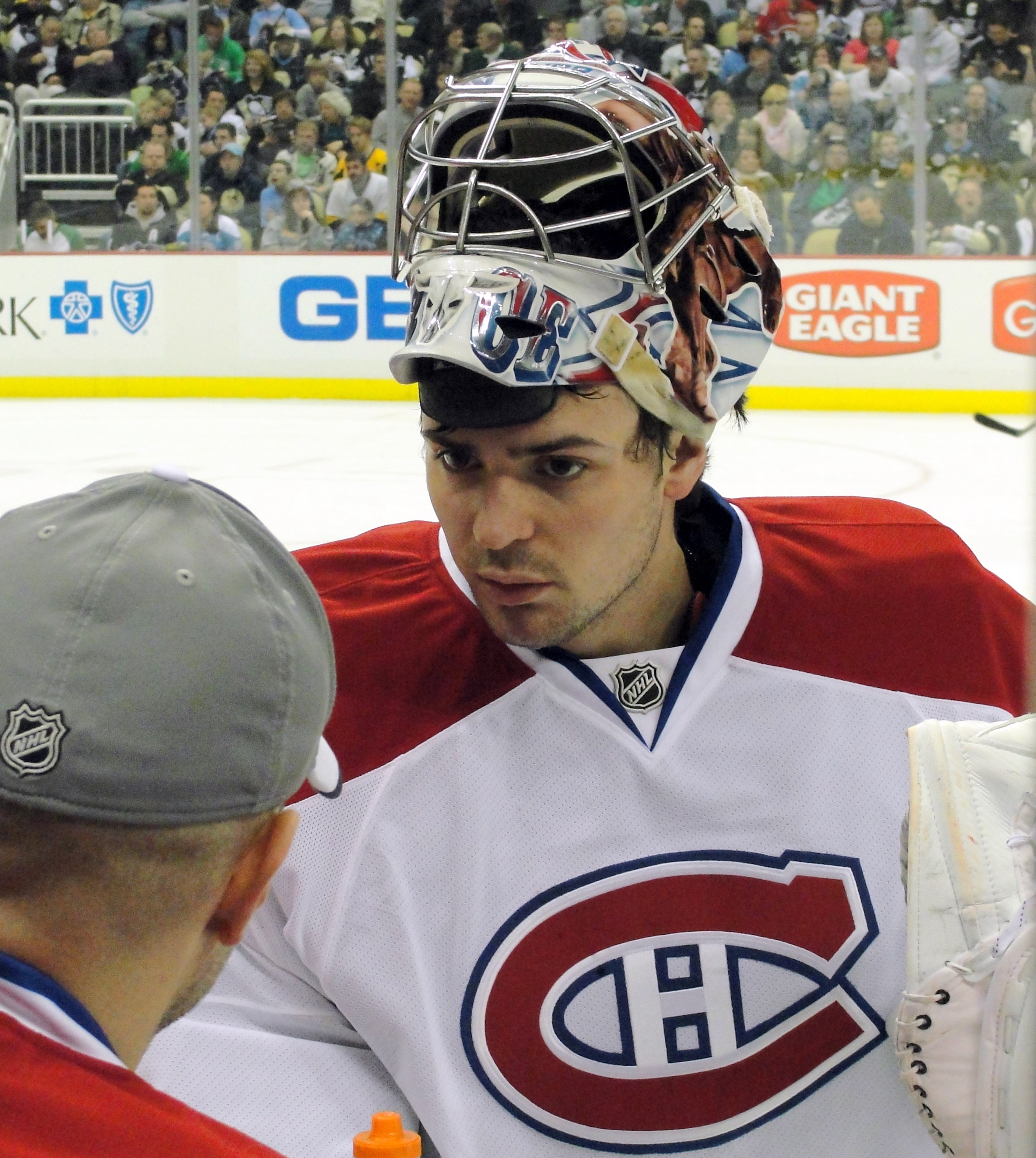
Carey Price im Gespräch mit seinem Ersatztorwart Alex Auld (2011)

Nach einem soliden Start mit sechs Siegen in den ersten zehn Spielen der Saison 2010/11 gewann Price mit den Canadiens im November 2010 insgesamt acht Spiele und verzeichnete drei Shutouts. Am Ende des Monats musste er sich in der Wahl zum NHL-Spieler des Monats nur dem Kapitän der Pittsburgh Penguins, Sidney Crosby, geschlagen geben. Zudem wurde er einmal als Spieler der Woche ausgezeichnet. Beim Fan-Voting zum NHL All-Star Game 2011 war Price erneut unter den Torhütern mit den meisten Stimmen, konnte seinen Platz in der Startformation aber nicht gegen Marc-André Fleury verteidigen. Er wurde schließlich von Eric Staal in dessen Team gewählt und unterlag mit diesem dem Team Lidström mit 10:11. Am Ende der Saison hatte Price mit 72 bestrittenen Saisonspielen einen neuen Torwart-Rekord in der über 100-jährigen Franchise-Geschichte der Canadiens aufgestellt. Auch seine 1.982 gehaltenen Schüsse bedeuteten eine neue Bestleistung, seit diese Statistik in der Saison 1982/83 eingeführt worden war. Für seine Leistungen wurde Price zum zweiten Mal mit dem Molson Cup ausgezeichnet. Die „Habs“ qualifizierten sich auf dem zweiten Platz der Northeast Division für die Play-offs und trafen dort in der ersten Runde erneut auf die Boston Bruins. Nachdem Price seiner Mannschaft mit einem Shutout zu einem 2:0-Sieg im Eröffnungsspiel verholfen hatte, drehten die Bruins die Serie und gewannen schließlich nach sieben Spielen in der Overtime. Trotz des frühen Ausscheidens verzeichnete Price nach Ende der Play-offs die zweithöchste Fangquote und den zweitbesten Gegentorschnitt. Besser war nur sein Gegenüber Tim Thomas aus Boston.
In der folgenden Saison wurde Price der Slowake Peter Budaj, den die Canadiens für zwei Jahre verpflichteten, als zweiter Torhüter zur Seite gestellt. Von den ersten sechs Begegnungen der Spielzeit konnte Price nur eine gewinnen, bevor er mit dem 100. Sieg seiner NHL-Karriere gegen die Philadelphia Flyers diese Negativserie beendete. Obwohl der Torhüter auch die folgenden drei Spiele mit den Canadiens gewann und zum Spieler der Woche gewählt wurde, konnten weder Price noch die Canadiens an die Leistungen der Vorsaison anknüpfen. Auch nach der Entlassung von Trainer Jacques Martin im Dezember gelang es den Canadiens nicht mehr, zu den Play-off-Rängen aufzuschließen. Trotzdem konnte Carey Price im Januar 2012 zum dritten Mal in Folge am NHL All-Star Game teilnehmen. Diesmal wurde er von Zdeno Chára, dem Kapitän der Boston Bruins, in dessen Team gewählt. Die Mannschaft gewann das Spiel mit 12:9. Allerdings gelangen den Canadiens auch nach der Unterbrechung keine größeren Erfolge, sodass sie Anfang Februar erstmals auf dem letzten Platz der Eastern Conference standen. Dort blieb das Team schließlich bis zum Ende der Saison und Price verpasste mit der Mannschaft zum ersten Mal in seiner NHL-Karriere die Play-offs. Für den Torhüter war die Saison aber aufgrund einer leichten Gehirnerschütterung, die er sich bei einem Zusammenstoß mit seinem Teamkollegen David Desharnais im Training zugezogen hatte, bereits drei Spiele zuvor beendet. Price verzeichnete im Laufe der Saison eine Fangquote von 91,6 % und einen Gegentorschnitt von 2,43 und wurde erneut mit dem Molson Cup geehrt.
Nachdem der Vertrag des Torhüters ausgelaufen war, unterzeichnete Price vor Beginn der Saison 2012/13 mit den Canadiens einen neuen Vertrag über sechs Jahre, der ihm über die Laufzeit insgesamt 39 Millionen Dollar einbrachte.
Nach dem Auslaufen des NHL Collective Bargaining Agreement, des NHL-Tarifvertrags, verzögerte sich der Start der Saison durch ein Lockout bis Januar 2013. Nach einer Niederlage im Eröffnungsspiel gelangen Price mit den Canadiens sechs Siege in Folge, bevor die Mannschaft im folgenden Monat erstmals wieder an der Spitze der Eastern Conference stand. Schließlich beendete das Team die reguläre Saison als beste Mannschaft der Northeast Division und sicherte sich als zweites Team der Conference den Einzug in die Play-offs. Anschließend erreichte Price allerdings nicht mehr dasselbe Leistungsniveau wie zu Saisonbeginn und gewann nur zwei seiner letzten acht Einsätze in der regulären Saison. So wurde er bei einem Spiel gegen die Toronto Maple Leafs bereits nach zehn Minuten ausgewechselt, was die früheste Auswechslung seiner NHL-Karriere bedeutete. Für seine Leistungen über die gesamte Saison gewann er aber seinen vierten Molson Cup in Folge. In den Play-offs trafen die Canadiens in der ersten Runde auf die Ottawa Senators, gegen die sie bereits nach fünf Spielen ausschieden. Price wurde nach dem Ausscheiden kritisiert, nachdem er in vier Spielen 13 Gegentore zugelassen und eine Fangquote von nur 89,4 % verzeichnet hatte. Auch seine Kommentare zum hohen öffentlichen Druck in Montreal wurden kontrovers diskutiert.

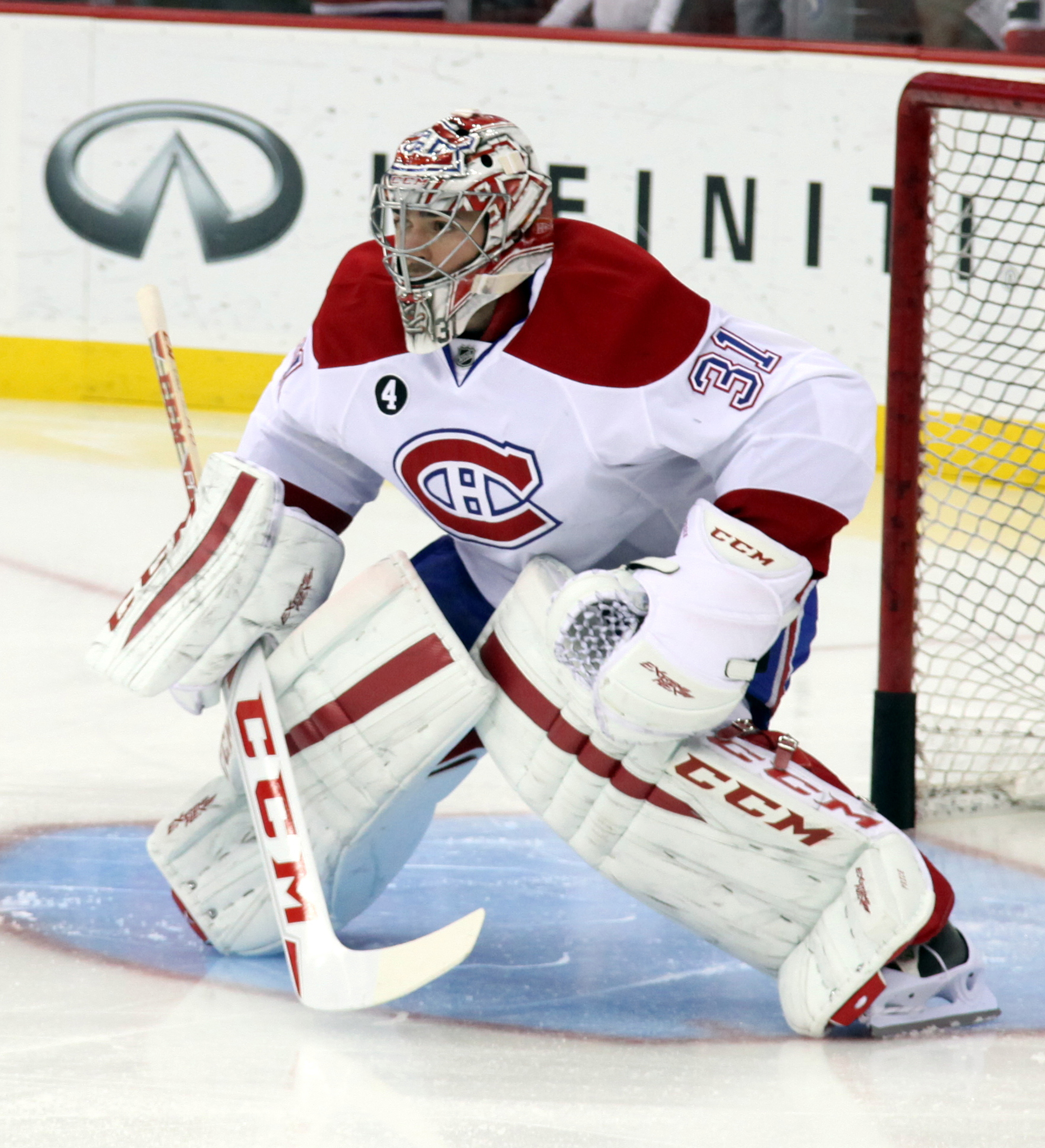
Price im Trikot der Canadiens de Montréal

In der Saison 2014/15 gelang Price der Durchbruch in Montréal. Er führte die Liga nicht nur in Siegen (44), in der Fangquote (93,3 %) und im Gegentorschnitt (1,96) an, sondern gewann außerdem gemeinsam mit Corey Crawford von den Chicago Blackhawks die William M. Jennings Trophy als Torhüter der Mannschaft mit den wenigsten Gegentoren. Mit den 44 Siegen der regulären Saison stellte er zudem einen neuen Franchiserekord auf, wobei er die bisherige Bestmarke von Ken Dryden (42 Siege in der Saison 1975/76) übertraf. Nach der Saison, bei der Verleihung der NHL Awards, wurde Price von Spielern und Journalisten zum MVP der Saison gewählt, sodass er die Hart Memorial Trophy und den Ted Lindsay Award erhielt. Zudem wurde er mit der Vezina Trophy als bester Torwart geehrt. Noch nie zuvor war es einem Torwart gelungen, diese vier Trophäen in einem Jahr zu gewinnen; zudem ist Price erst der 15. Spieler (und der zweite Torhüter nach Dominik Hašek) der NHL-Historie, der die Hart Memorial Trophy und den Ted Lindsay Award im gleichen Jahr erhielt. Im Dezember 2015 wurde Price außerdem zu Kanadas Sportler des Jahres gewählt und erhielt somit die Lou Marsh Trophy.
Zu Beginn der Saison 2015/16 absolvierte Price zwölf Pflichtspiele (von denen die Canadiens zehn gewannen), bevor er sich im November eine schwere Knieverletzung zuzog, in deren Folge er für den Rest der Saison ausfiel. Die Canadiens, die die Saison mit einem Startrekord von 10 Siegen in Folge begonnen hatten, gewannen von den folgenden 32 Spielen ebenfalls nur zehn und verpassten in der Folge zum ersten Mal seit 2012 die Playoffs.
Im Juli 2017 unterzeichnete Price einen neuen Achtjahresvertrag in Montréal, dessen Gültigkeit mit der Saison 2018/19 einsetzte. Dieser garantiert dem Kanadier ein durchschnittliches Jahresgehalt von 10,5 Millionen US-Dollar, was ihn zum bestbezahlten Torwart sowie zu einem der bestbezahlten Spieler der Liga überhaupt macht. Im Dezember 2018 verzeichnete er seinen 300. Sieg in der NHL, was zuvor im Trikot der Canadiens nur Jacques Plante gelungen war.
In den Playoffs 2021 erreichte Price mit den Canadiens erstmals das Stanley-Cup-Finale, unterlag dort allerdings den Tampa Bay Lightning mit 1:4. In der anschließenden Off-Season musste er sich einer Knieoperation unterziehen, wobei zeitweise nicht klar war, ob er seine Karriere fortsetzen können würde. Darüber hinaus wurde im Oktober 2021 bekannt, dass Price aufgrund vorerst nicht näher genannter psychischer Probleme ein entsprechendes Hilfsangebot der NHLPA angenommen hatte, indem er ins „NHLPA Player Assistance Program“ eintrat. Wenig später gab er bekannt, dass er sich einer Behandlung wegen Substanzmissbrauchs unterzogen und seine psychische Gesundheit rückblickend über viele Jahre vernachlässigt habe. Im April 2022 gab er nach erfolgreicher Rehabilitation seines Knies sein Comeback in der NHL. Am Saisonende erhielt er die Bill Masterton Memorial Trophy, die Spieler für Ausdauer, Hingabe und Fairness im Eishockeysport ehrt und üblicherweise an Akteure verliehen wird, die schwere Erkrankungen überstanden haben. Im Sommer 2022 gaben die Canadiens allerdings bekannt, dass es wahrscheinlich sei, dass Price aufgrund anhaltender Kniebeschwerden in der Saison 2022/23 kein Spiel bestreiten könne, was dann auch der Fall war. Obwohl er seitdem nicht mehr im Stand ist, professionell Eishockey zu spielen, hat er sein offizielles Karriereende bisher nicht verkündet.

### International
Carey Price nahm im Jahr 2004 an seinem ersten internationalen Turnier teil, als er bei der World U-17 Hockey Challenge für das Team Canada Pacific auf dem Eis stand. Dort gelang der Mannschaft mit einem Sieg gegen die USA der Einzug ins Finale, wo sie der Auswahl aus der Provinz Ontario mit 2:5 unterlag und somit die Silbermedaille gewann. Im Sommer desselben Jahres wurde Price erstmals in das Team Canada berufen, um am U-18 Junior World Cup, dem heutigen Ivan Hlinka Memorial Tournament, in Tschechien teilzunehmen. Dort konnte der Torhüter mit der kanadischen Mannschaft durch einen Finalsieg gegen die Gastgeber die Goldmedaille gewinnen.
Daraufhin wurde Price im April 2005 nach dem frühen Ausscheiden seiner Mannschaft aus den Play-offs der WHL zur Weltmeisterschaft der U18-Junioren erneut in den Kader der U18-Nationalmannschaft berufen. Nachdem seine Mannschaft die Vorrunde als Gruppensieger abgeschlossen und so ein Freilos ins Halbfinale erhalten hatte, zog sie mit einem erneuten Sieg gegen Tschechien ins Finale ein. Dort musste sich das Team Canada allerdings den USA mit 1:5 geschlagen geben und gewann so die Silbermedaille.
Nachdem er in den folgenden Jahren mehrere Trainingscamps besucht hatte, ohne es dabei in die Junioren-Nationalmannschaft zu schaffen, stand Price schließlich bei der Junioren-Weltmeisterschaft 2007 in Schweden im Aufgebot des kanadischen Nationalteams. Im Eröffnungsspiel konnte Price beim 2:0-Sieg gegen die Gastgeber gleich ein Shutout verzeichnen. Als Gruppensieger war das Team Canada direkt für das Halbfinale qualifiziert, in dem es die USA im Shootout besiegte. Das Finale gewann die Mannschaft gegen die russische Auswahl mit 4:2 und damit die Goldmedaille. Price stand im Laufe des Turniers durchgehend für Kanada auf dem Eis und konnte alle sechs Spiele gewinnen. Dabei stellte er mit einem Gegentorschnitt von 1,14 Toren pro Spiel, einer Fangquote von 96,1 % und zwei Shutouts Turnierbestleistungen auf. Nach Ende des Finalspiels wurde Carey Price somit zum wertvollsten Spieler des Turniers gewählt und erhielt außerdem die Auszeichnung als bester Torhüter sowie eine Nominierung ins All-Star Team.
Bei den Olympischen Winterspielen 2014 in Sotschi gewann Carey mit der kanadischen Nationalmannschaft die Goldmedaille. Er kam in fünf von sechs Spielen der Kanadier zum Einsatz, wobei ihm bei einer Fangquote von 97,2 % zwei Shutouts gelangen. Aufgrund dieser Leistungen wählte ihn die IIHF zum wertvollsten Torhüter des Turniers.
Im September 2016 vertrat er sein Heimatland beim World Cup of Hockey 2016 und blieb dort in fünf Einsätzen ohne Niederlage, sodass er mit der Mannschaft die Goldmedaille gewann.

## Spielstil und Besonderheiten

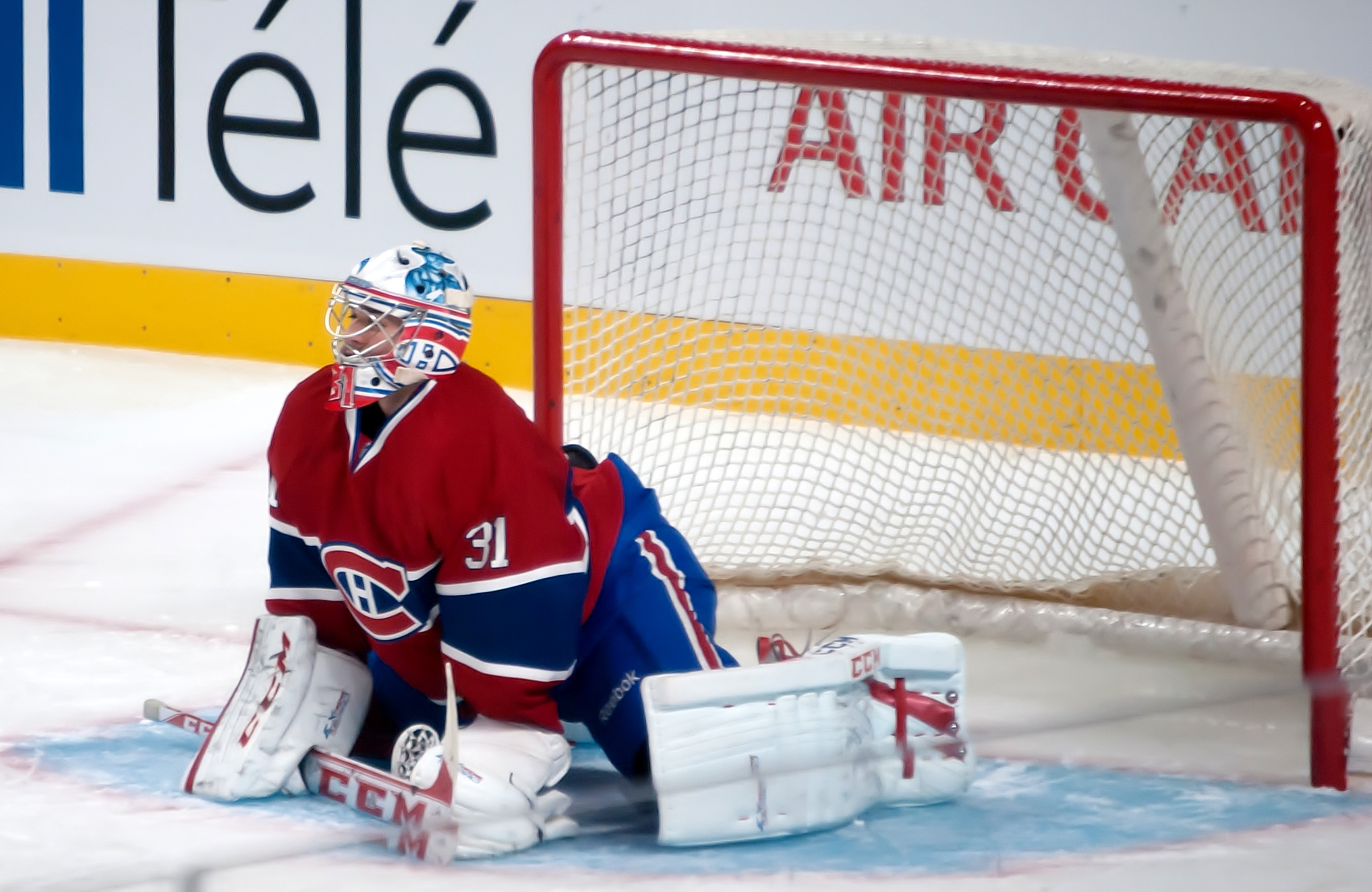
Carey Price im Training (2013)

Price spielte wie alle heutigen NHL-Torhüter im Butterfly-Stil. Dabei ließ er sich auf die Knie fallen und spreizte die Unterschenkel mit den Beinschonern so weit wie möglich vom Körper ab. Gleichzeitig zog er die Schoner in der Mitte zusammen, um das sogenannte Five Hole, die Lücke zwischen den beiden Beinen, abzudecken, und benutzte dazu zusätzlich seinen Stock. Bei Nahschüssen und Bauerntricks wendete Price zudem häufig die „Paddle Down“-Technik an, bei der er den Schläger waagrecht auf das Eis stellte und so versuchte, den Puck abzuwehren.
Als Stärke Price’ galt zudem sein gutes Puck-Handling, das er vor allem bei Situationen hinter dem Tor und im Unterzahlspiel anwendete. Er galt als athletischer Torhüter und konnte seine Größe von 1,91 Metern in seinem Positionsspiel ausnutzen, bei dem er lange aufrecht stehen blieb, bevor er die Butterfly-Technik einsetzte. Nachdem er anfängliche Probleme mit seiner Fangtechnik verbessern konnte, zählten auch schnelle Reflexe zu seinen Stärken. Zudem war der Torhüter für seine guten Leistungen in Drucksituationen bekannt.

## Erfolge und Auszeichnungen
| - 2005 Teilnahme am CHL Top Prospects Game - 2007 Del Wilson Trophy - 2007 CHL Goaltender of the Year - 2007 CHL First All-Star Team - 2007 WHL West First All-Star Team - 2007 Calder-Cup-Gewinn mit den Hamilton Bulldogs - 2007 Jack A. Butterfield Trophy - 2008 NHL-Rookie des Monats März - 2008 NHL All-Rookie Team - 2009 Teilnahme am NHL All-Star Game - 2009 Teilnahme am NHL YoungStars Game - 2011 Teilnahme am NHL All-Star Game | - 2012 Teilnahme am NHL All-Star Game - 2015 Teilnahme am NHL All-Star Game - 2015 William M. Jennings Trophy (gemeinsam mit Corey Crawford) - 2015 Hart Memorial Trophy - 2015 Vezina Trophy - 2015 Ted Lindsay Award - 2015 NHL First All-Star Team - 2017 Teilnahme am NHL All-Star Game - 2018 Teilnahme am NHL All-Star Game - 2019 Teilnahme am NHL All-Star Game (verletzungsbedingte Absage) - 2022 Bill Masterton Memorial Trophy |

### International
| - 2004 Silbermedaille bei der World U-17 Hockey Challenge - 2004 Goldmedaille beim U-18 Junior World Cup - 2005 Silbermedaille bei der U18-Junioren-Weltmeisterschaft - 2007 Goldmedaille bei der U20-Junioren-Weltmeisterschaft - 2007 Wertvollster Spieler der U20-Junioren-Weltmeisterschaft | - 2007 Bester Torhüter der U20-Junioren-Weltmeisterschaft - 2007 All-Star-Team der U20-Junioren-Weltmeisterschaft - 2014 Goldmedaille bei den Olympischen Winterspielen - 2014 Bester Torhüter der Olympischen Winterspiele - 2016 Goldmedaille beim World Cup of Hockey |

### Sonstige
- 2015 Lou Marsh Trophy

## Karrierestatistik
Stand: Ende der Saison 2022/23

### International
Vertrat Kanada bei:
| - World U-17 Hockey Challenge 2004 - U-18 Junior World Cup 2004 - U18-Junioren-Weltmeisterschaft 2005 | - U20-Junioren-Weltmeisterschaft 2007 - Olympischen Winterspielen 2014 - World Cup of Hockey 2016 |

(Legende zur Torhüterstatistik: GP oder Sp = Spiele insgesamt; W oder S = Siege; L oder N = Niederlagen; T oder U oder OT = Unentschieden oder Overtime- bzw. Shootout-Niederlage; Min. = Minuten; SOG oder SaT = Schüsse aufs Tor; GA oder GT = Gegentore; SO = Shutouts; GAA oder GTS = Gegentorschnitt; Sv% oder SVS% = Fangquote; EN = Empty Net Goal; 1 Play-downs/Relegation; Kursiv: Statistik nicht vollständig)

## Privates

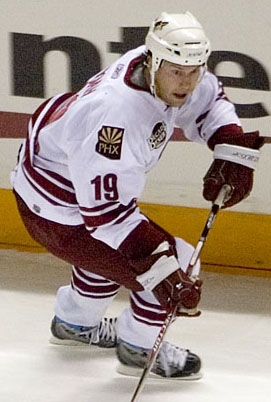
Price’ Cousin Shane Doan spielte für die Phoenix/Arizona Coyotes

Carey Price wuchs in einer Eishockey-Familie auf. Sein Vater Jerry Price war ebenfalls professioneller Eishockeytorwart und wurde im NHL Amateur Draft 1978 in der achten Runde an 126. Position von den Philadelphia Flyers gedraftet. Allerdings gelang ihm nie der Sprung in die NHL, sodass er daraufhin vier Saisons in verschiedenen Minor Leagues spielte. Er war vor allem in der Eastern Hockey League aktiv und absolvierte in der Saison 1978/79 auch drei Einsätze für die Milwaukee Admirals in der International Hockey League. Seine Mutter Lynda Price ist Mitglied der Ulkatcho First Nation, einem Stamm der Ureinwohner Kanadas, als dessen Stammesführerin sie mehrere Jahre tätig war.
Carey Price’ Cousin zweiten Grades ist Shane Doan, der ehemalige Mannschaftskapitän der Arizona Coyotes. Der Flügelstürmer wurde zehn Jahre vor Price von den Winnipeg Jets an siebter Position gedraftet und spielte für dieses Franchise, das ein Jahr später nach Phoenix umsiedelte, bis 2017. Ein weiterer Cousin des Kanadiers ist Keaton Ellerby, der von 2010 bis 2015 in der NHL spielte.
Carey Price heiratete 2013 Angela Webber, die er 2004 während seiner Zeit in Tri-City kennenlernte. Obwohl er in der Region Montreal lebt, besitzt er in Kamloops in seiner Heimatprovinz British Columbia ein Haus, in dem er meist den Sommer verbringt. Während des Lockouts, der den Beginn der Saison 2012/13 um mehrere Monate verzögerte, kehrte Price zu Tri-City zurück und trainierte mit seiner Junioren-Mannschaft. Als Lieblingsaktivität des Torhüters im Sommer gilt das Rodeo-Reiten, das berühmt für seinen ehemaligen Wohnort Williams Lake ist. Am dortigen Festival, der Williams Lake Stampede, nahm er 2011 selbst teil.